# Latvijas PSR čempionāts futbolā 1945
L'edizione 1945 del massimo campionato di calcio lettone fu la 1ª come campionato della Repubblica Socialista Sovietica Lettone; il titolo fu vinto dalla Dinamo Riga, giunta al primo titolo.

## Formato
Il campionato era formato da sei squadre che si incontrarono in girone di sola andata per un totale di 5 turni; erano assegnati due punti alla vittoria, un punto al pareggio e zero per la sconfitta.

## Classifica finale
|                        | Pos. | Squadra         | Pt | G | V | N | P | GF | GS | DR  |
| ---------------------- | ---- | --------------- | -- | - | - | - | - | -- | -- | --- |
| RSS Lettone (bandiera) | 1.   | Dinamo Riga     | 10 | 5 | 5 | 0 | 0 | 23 | 3  | +20 |
|                        | 2.   | Daugava Liepāja | 8  | 5 | 4 | 0 | 1 | 16 | 9  | +7  |
|                        | 3.   | AVN Riga        | 6  | 5 | 3 | 0 | 2 | 14 | 12 | +2  |
|                        | 4.   | VEF Riga        | 4  | 5 | 2 | 0 | 3 | 7  | 13 | -6  |
|                        | 5.   | Dinamo Riga-2   | 2  | 5 | 1 | 0 | 4 | 7  | 16 | -9  |
|                        | 6.   | PAK Leontyev    | 0  | 5 | 0 | 0 | 5 | 5  | 19 | -14 |